# Come (album de Prince)
Pour les articles homonymes, voir Come.
Albums de Prince
Love Symbol
(1992) The Black Album
(1994)
Come est un album de Prince sorti en 1994, la même année que The Black Album.
Certains titres de cet album ont été interprétés lors d'un concert filmé, The Beautiful Experience, dans lequel on retrouve Nona Gaye dans la distribution. Moyen-métrage diffusé en France sur Canal+ en mai 1994 après un passage remarqué de Prince et des N.P.G. dans l'émission Nulle part ailleurs. D'autres titres se retrouveront sur The Gold Experience, publié l'année suivante.
À l'intérieur du livret se trouve une épitaphe (imprimée à l'envers) qui explique de façon énigmatique la raison qui a poussé le chanteur à mentionner "1958-1993" sous son nom.

## Liste des titres
Toutes les chansons sont écrites et composées par Prince, sauf Solo, par Prince et David Henry Hwang. 
| No | Titre     | Durée |
| -- | --------- | ----- |
| 1. | Come      | 11:13 |
| 2. | Space     | 4:28  |
| 3. | Pheromone | 5:08  |
| 4. | Loose!    | 3:26  |
| 5. | Papa      | 2:48  |

| No  | Titre   | Durée |
| --- | ------- | ----- |
| 6.  | Race    | 4:28  |
| 7.  | Dark    | 6:10  |
| 8.  | Solo    | 3:48  |
| 9.  | Letitgo | 5:32  |
| 10. | Orgasm  | 1:39  |

## Pochette
Les trois photos de Prince sur la pochette et à l'intérieur du livret ont été prises de nuit devant certaines façades de la basilique de la Sagrada Família à Barcelone.